# Колено Асирово

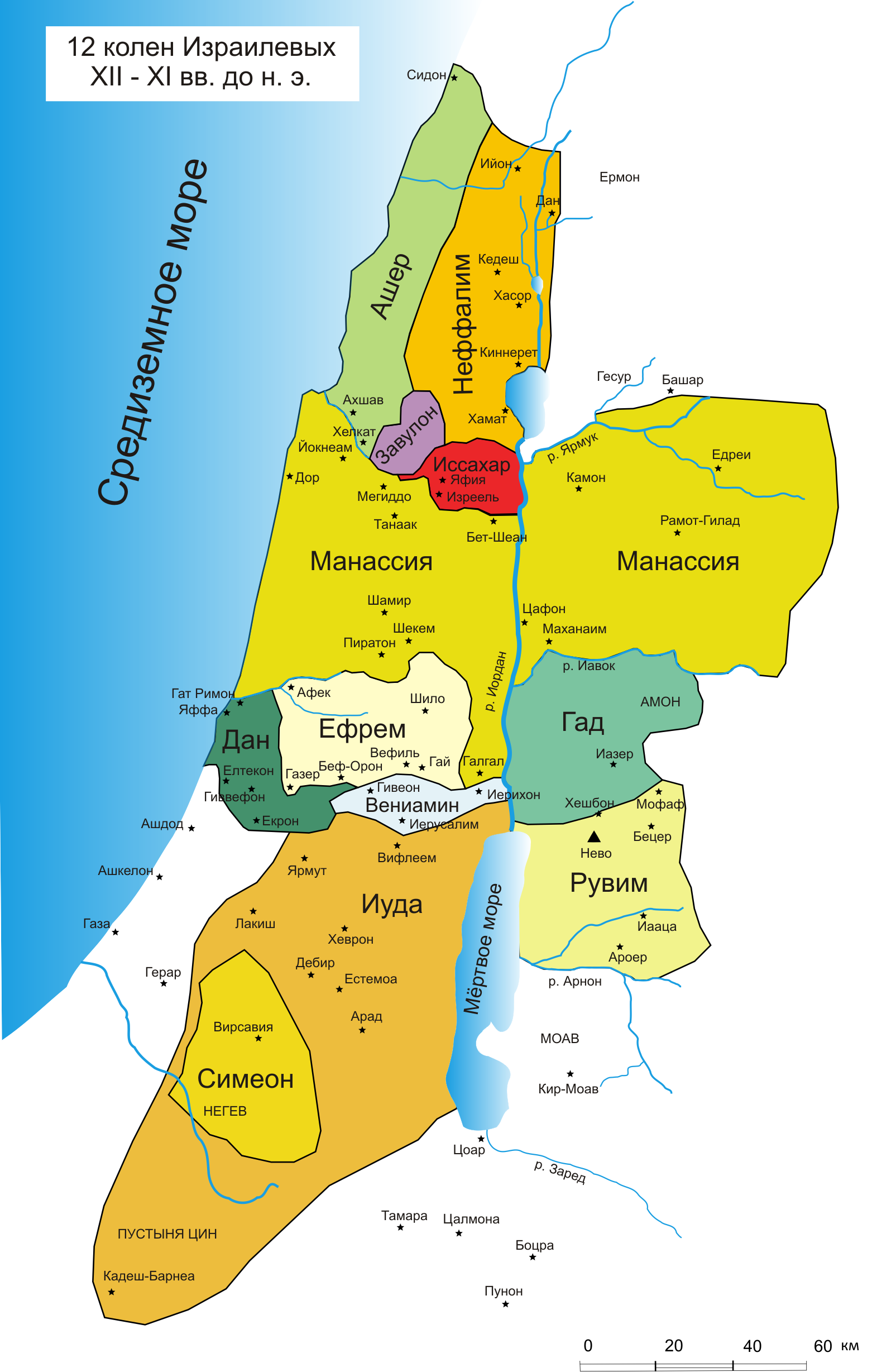

Колено Асирово (ивр. שֵׁבֶט אָשֵׁר‎) — одно из колен Израилевых.
Согласно Библии, свою родословную вело от Асира (Ашера, что в переводе означает: счастливый), восьмого сына патриарха Иакова. Ему принадлежала самая плодородная северная часть земли Ханаанской (у берегов Средиземного моря, к северу от Кармила; граничила на юге с уделом Иссахара и Манассии, а на востоке — Завулона и Неффалима). Удовлетворённое своим географическим положением, оно не проявляла притязаний к другим коленам и мирно жило с соседями. После разделения Израильско-иудейского царства на два самостоятельных царства оно поддерживало связи с иудейским Иерусалимом.